# Sergej Makarov (oštěpař)
Sergej Alexandrovič Makarov (rusky Сергей Александрович Макаров; * 19. března 1973, Podolsk, Moskevská oblast) je ruský sportovec, atlet, jehož specializací je hod oštěpem.
Čtyřikrát reprezentoval na letních olympijských hrách (Atlanta 1996, Sydney 2000, Athény 2004, Peking 2008). Dvakrát vybojoval bronzovou olympijskou medaili.
Jeho osobní rekord činí 92,61 metru. Tento výkon hodil 30. června 2002 v Sheffieldu.